# Ахмед, Хеба
Хеба Ахмед (араб. هبة احمد‎, род. 1 января 1985 года) — египетская гребчиха, участница летних Олимпийских игр 2008 года, бронзовый призёр Всеафриканских игр 2007 года, многократный призёр чемпионатов Африки.

## Спортивная биография
Свою первую награду Хеба Ахмед завоевала в 2007 году, став вместе с Асмаа Сайед бронзовой медалисткой Всеафриканских игр 2007 года в соревнованиях двоек парных в лёгком весе. Летом 2008 года египетская спортсменка приняла участие в летних Олимпийских играх в Пекине. По итогам предварительного раунда в соревнованиях одиночек Ахмед выбыла из дальнейшей борьбы за медали, отправившись в финал E. В классификационном заплыве египтянка пришла к финишу второй, заняв по итогам всего турнира 24-е место.
В октябре 2015 года Ахмед заняла четвёртое место в соревнованиях одиночек по итогам африканской квалификации. Этот результат позволил египетской спортсменке получить именную лицензию для участия в летних Олимпийских играх 2016 года в Рио-де-Жанейро.